# Dichas
Die (der) Dichas, auch mit Lichas bezeichnet, war ein antikes Längenmaß, das sich direkt am menschlichen Körper orientierte. Das Maß wurde durch den Abstand Zeigefinger und Daumen definiert und als Hundsmaul bezeichnet. Das Maß war ein griechisches und nach anderen Quellen ein ägyptisches Maß. Es entsprach 2 Palmen mit 0,1539 Meter. Lichas wurde der halbe Fuß bezeichnet.
- 1 Dichas = 2 Hand = 2 Palaiste = 8 Finger = ⅔ Spanne
- 1 Dichas = ½ Fuß (griech.) = 0,154 Meter (1 Fuß = 0,3079 Meter)

Die Maßkette als ägyptisches Maß war
- 1 Orgyie = 2 2/5 Bema (Schritt) = 4 Pechys (Elle) = 6 Fuß = 8 Spithamen (Spanne) = 12 Dichas = 24 Palme (Handbreit) = 96 Dactylus (Fingerbreite) = 1,847 Meter[2]

und als griechisches Maß war sie
- 1 Pechy (Elle) = 1 ½ Fuß = 2 Spithamen = 3 Dichas = 6 Palmen = 12 Kondylos (Zoll) = 24 Dactylos = 0,4618 Meter (gleich der ägyptischen Elle)[2]